# 奥克福斯基县 (俄克拉荷马州)
奥克福斯基县（英語：Okfuskee County）是美国奧克拉荷馬州中部的一個縣，面積1629平方公里。根据2020年美國人口普查，共有人口11,310人。縣治奧基馬（Okemah）。